# Agylla tygriusa
Agylla tygriusa är en fjärilsart som beskrevs av William Schaus. Agylla tygriusa ingår i släktet Agylla och familjen björnspinnare. Inga underarter finns listade i Catalogue of Life.